# Epsilon (rakieta)
Epsilon – japońska rakieta nośna całkowicie zasilana paliwem stałym. Jest ona bezpośrednią następczynią rakiety M-5. Jako pierwszy stopień został wykorzystany stopień SRB-A3 (wykorzystywany w rakietach H-IIA i H-IIB), drugim jest M-34, a trzecim KM-V2. Taki zestaw może wynieść 1200 kg na niską orbitę okołoziemską o parametrach 250 km x 500km. Pierwszy start tej rakiety miał miejsce 14 września 2013, wtedy wyniesiono satelitę SPRINT-A służącego obserwacjom astronomicznych w paśmie ultrafioletowym.

## Loty rakiety Epsilon
| Nr | Data/Czas (UTC)  | Liczba członów | Miejsce startu              | Ładunek           | Skutek  |
| -- | ---------------- | -------------- | --------------------------- | ----------------- | ------- |
| 1  | 2013-09-14 05:00 | 4              | Centrum Kosmiczne Uchinoura | Hisaki (SPRINT-A) | Sukces  |
| 2  | 2016-12-20 11:00 | 3              | Centrum Kosmiczne Uchinoura | Arase (ERG)       | Sukces  |
| 3  | 2017-09-14 05:00 | 4              | Centrum Kosmiczne Uchinoura | ASNARO-2          | Sukces  |
| 4  | 2019-01-18       | 4              | Centrum Kosmiczne Uchinoura | RAPIS-1           | Sukces  |
| 5  | 2021-11-09 00:55 | 4              | Centrum Kosmiczne Uchinoura | RAISE-2           | Sukces  |
| 6  | 2022-10-12 00:50 | 4              | Centrum Kosmiczne Uchinoura | RAISE-3           | Porażka |